# Canalicephalus orientalis
Canalicephalus orientalis är en stekelart som beskrevs av Gibson 1977. Canalicephalus orientalis ingår i släktet Canalicephalus och familjen bracksteklar. Inga underarter finns listade.